# 達斯廷島
72°34′S 094°48′W / 72.567°S 94.800°W
達斯廷島（英語：Dustin Island）是南極洲的島嶼，位於埃爾斯沃思地，長28公里，處於瑟斯頓島的安納萬角東南面24公里，是賽拉弗灣的東南端，由美國海軍少將命名。